# 6. Regionalarmee
Die 6. Regionalarmee (jap. 第6方面軍, Dai-roku hōmengun) war von 1944 bis 1945 eine der Regionalarmeen des Kaiserlich Japanischen Heeres. Ihr Tsūshōgō-Code (militärischer Tarnname) war Einigkeit (統, Tō).

## Geschichte

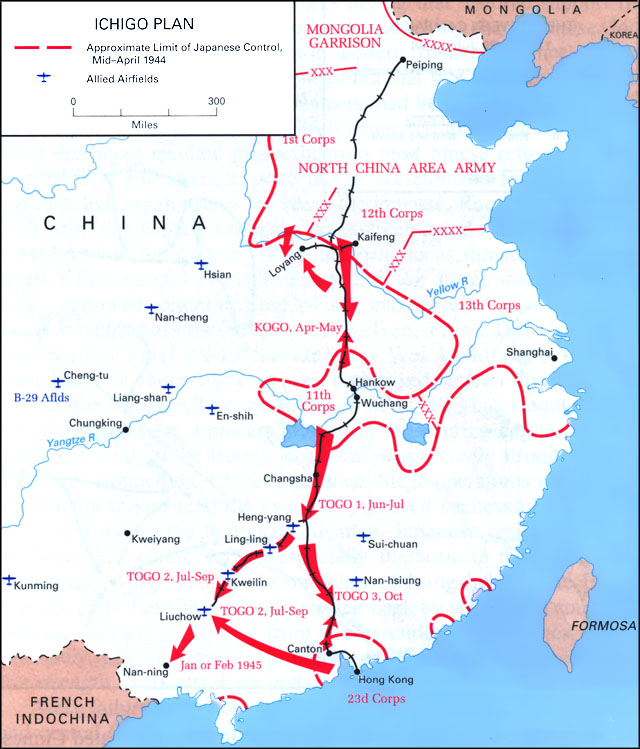
Übersicht über die japanischen Angriffsbewegungen während der Operation Ichi-gō

Am 25. August 1944 wurde die 6. Regionalarmee unter dem Kommando von General Okamura Yasuji in Hankou in Südchina als Bestandteil der China-Expeditionsarmee aufgestellt. Sie bestand aus der 11., 23. und 34. Armee mit insgesamt zwölf Infanteriedivisionen und neun Selbstständig Gemischten Brigaden mit ca. 300.000 Mann. Direkt im Anschluss an ihrer Gründung nahm die 6. Regionalarmee an der Operation Ichi-gō, dem größten Unternehmen des Kaiserlich Japanischen Heeres teil, wobei sie binnen weniger Monate große Teile der chinesischen Armee in den drei südlichen Provinzen Guangxi, Hunan und Henan einkesselte und vernichtete. Die 11. Armee bildete dabei die Speerspitze des Angriffs und hatte bis Dezember 1944, als der Vormarsch der beteiligten Armeen vor der heftig verteidigten Stadt Nanning ins Stocken kam, mehrere wichtige Städte eingenommen. Die taktischen Ziele der Operation wurden vom Kaiserlichen Hauptquartier deswegen als weitgehend erreicht betrachtet. Langfristig erwies sich die Operation als nahezu wertlos, da trotz der Eroberung der wichtigen südchinesischen Flugplätze, von wo aus die amerikanischen B-29-Bomber Luftangriffe gegen Japan flogen, die Bombardierung des japanischen Festlandes von den kürzlich eroberten Marianen fortgesetzt werden konnte. Die zusätzlich gewonnene direkte Landverbindung zwischen den japanisch besetzten Gebieten im Nordosten Chinas und jenen in Indochina und Burma erwies sich aufgrund umfassender Partisanenaktivität ebenfalls als deutlich weniger effektiv als geplant.
Nach Abschluss der Operation, bei der 50.000 japanische Soldaten gefallen waren, sicherte die 6. Regionalarmee die besetzen Gebiete. Die kampfstärksten Divisionen wurden abgezogen, um bedrohte Kriegsschauplätze im Pazifik zu verstärken.
Die 6. Regionalarmee wurde am 15. August 1945 vom Daihon’ei aufgelöst.

## Oberbefehlshaber

### Kommandeure
|    | Name                   | Von               | Bis               |
| -- | ---------------------- | ----------------- | ----------------- |
| 1. | General Okamura Yasuji | 25. August 1944   | 22. November 1944 |
| 2. | General Okabe Nosaburō | 22. November 1944 | 15. August 1945   |

### Stabschefs
|    | Name                              | Von              | Bis              |
| -- | --------------------------------- | ---------------- | ---------------- |
| 1. | Generalmajor Miyazaki Shūichi     | 25. August 1944  | 12. Februar 1945 |
| 2. | Generalmajor Karakawa Yasuo       | 12. Februar 1945 | 23. April 1945   |
| 3. | Generalleutnant Nakayama Sadatake | 23. April 1945   | 15. August 1945  |

## Untergeordnete Einheiten
Bei der Aufstellung der 6. Regionalarmee bestand diese aus folgenden Einheiten:
- Direkt der 6. Regionalarmee unterstellt:
  - 40. Division[3]
  - 64. Division[3]
  - 68. Division[3]
- 11. Armee (ca. 160.000 Mann)
  - 3. Division
  - 13. Division
  - 27. Division[3]
  - 34. Division
  - 37. Division[3]
  - 58. Division
  - 16. Division
- 23. Armee (ca. 60.000 Mann)
  - 22. Division
  - 104. Division
- 34. Armee (ca. 30.000 Mann)
  - 39. Division